# Richèl Hogenkamp
Richèl Hogenkamp (Doetinchem, 16 aprile 1992) è una tennista olandese inattiva dal 2022.

## Statistiche ITF

### Singolare

#### Vittorie (16)
| Torneo $100.000 (1) |
| Torneo $80.000 (1)  |
| Torneo $75.000 (0)  |
| Torneo $60.000 (2)  |
| Torneo $50.000 (0)  |
| Torneo $25.000 (9)  |
| Torneo $15.000 (0)  |
| Torneo $10.000 (3)  |

| N.  | Data              | Torneo                                                                          | Superficie  | Avversaria in finale   | Punteggio     |
| 1.  | 21 giugno 2009    | Future Alkmaar, Alkmaar                                                         | Terra rossa | Bianca Botto           | 7-6(5), 6-3   |
| 2.  | 9 agosto 2009     | Rebecq Ladiez Trophy, Rebecq                                                    | Terra rossa | Constance Sibille      | 4-6, 6-3, 6-4 |
| 3.  | 30 agosto 2009    | Twents Open, Enschede                                                           | Terra rossa | Angelique van der Meet | 6-0, 6-3      |
| 4.  | 1º agosto 2010    | Tennis Park Gorky, Almaty                                                       | Cemento     | Sofia Šapatava         | 6-2, 6-3      |
| 5.  | 22 gennaio 2012   | AEGON Pro Series Sutton, Sutton                                                 | Cemento     | Amy Bowtell            | 6-3, 6-2      |
| 6.  | 4 novembre 2012   | Republican Girls, Istanbul                                                      | Cemento (i) | Çağla Büyükakçay       | 6-4, 6-3      |
| 7.  | 11 agosto 2013    | Flanders Ladies Trophy Koksijde, Koksijde                                       | Terra rossa | Irena Pavlović         | 6-4, 6-1      |
| 8.  | 28 settembre 2014 | Open GDF SUEZ Clermont-Ferrand, Clermont-Ferrand                                | Cemento (i) | Julie Coin             | 6-1, 6-3      |
| 9.  | 11 agosto 2016    | Flanders Ladies Trophy Koksijde, Koksijde                                       | Terra rossa | Océane Dodin           | 6–3, 4–6, 6–3 |
| 10. | 1º ottobre 2016   | Open GDF SUEZ Clermont-Ferrand, Clermont-Ferrand                                | Cemento (i) | Jasmine Paolini        | 6–4, 6–2      |
| 11. | 30 aprile 2017    | Nana Trophy, Tunis                                                              | Terra rossa | Lina Ǵorčeska          | 7–5, 6–4      |
| 12. | 21 maggio 2017    | Open International Féminin Midi-Pyrénées Saint-Gaudens Comminges, Saint-Gaudens | Terra rossa | Kristie Ahn            | 6–2, 6–4      |
| 13. | 29 luglio 2018    | Advantage Cars Praga Open, Praga                                                | Terra rossa | Martina Di Giuseppe    | 6–4, 6–2      |
| 14. | 12 agosto 2018    | Flanders Ladies Trophy Koksijde, Koksijde                                       | Terra rossa | Miriam Kolodziejová    | 6–4, 6–1      |
| 15. | 11 agosto 2019    | Flanders Ladies Trophy Koksijde, Koksijde                                       | Terra rossa | Océane Dodin           | 4-6, 6-1, 6-4 |
| 16. | 19 settembre 2021 | Jozi Open, Johannesburg                                                         | Cemento     | Valeria Bhunu          | 6-3, 4-6, 6-3 |

#### Sconfitte (10)
| Torneo $100.000 (0) |
| Torneo $80.000 (0)  |
| Torneo $75.000 (0)  |
| Torneo $60.000 (1)  |
| Torneo $50.000 (1)  |
| Torneo $25.000 (8)  |
| Torneo $15.000 (0)  |
| Torneo $10.000 (0)  |

| N.  | Data              | Torneo                                          | Superficie  | Avversaria in finale   | Punteggio        |
| 1.  | 12 novembre 2010  | Pavlov Cup, Minsk                               | Cemento (i) | Lesja Curenko          | 3-6, 2-6         |
| 2.  | 15 giugno 2014    | TVN Open, Essen                                 | Terra rossa | Mandy Minella          | 2-6, 6-4, 3-6    |
| 3.  | 30 giugno 2014    | Reinert Open, Versmold                          | Terra rossa | Kateryna Kozlova       | 4-6, 7-6(3), 1-6 |
| 4.  | 10 agosto 2014    | Flanders Ladies Trophy Koksijde, Koksijde       | Terra rossa | Maryna Zanevs'ka       | 1-6, 1-6         |
| 5.  | 13 marzo 2016     | Abierto de Puebla, Puebla de Zaragoza           | Cemento (i) | Irina Chromačëva       | 3-6, 2-6         |
| 6.  | 2 aprile 2017     | Open GDF Suez Seine-et-Marne, Croissy-Beaubourg | Cemento (i) | Ekaterina Aleksandrova | 2-6, 7-6(3), 3-6 |
| 7.  | 20 agosto 2017    | Leipzig Open, Lipsia                            | Terra rossa | Magdalena Fręch        | 2-6, 6(3)-7      |
| 8.  | 5 novembre 2017   | Open GDF SUEZ Nantes Atlantique, Nantes         | Cemento (i) | Kaia Kanepi            | 3-6, 4-6         |
| 9.  | 23 giugno 2019    | Swedish Ladies Ystad, Ystad                     | Terra rossa | Danka Kovinić          | 6-2, 3-6, 3-6    |
| 10. | 26 settembre 2021 | SA Spring Open, Johannesburg                    | Cemento     | Alina Čaraeva          | 0-2, rit.        |

### Doppio

#### Vittorie (14)
| Torneo $100.000 (1) |
| Torneo $80.000 (0)  |
| Torneo $75.000 (1)  |
| Torneo $60.000 (1)  |
| Torneo $50.000 (0)  |
| Torneo $25.000 (10) |
| Torneo $15.000 (0)  |
| Torneo $10.000 (1)  |

| N.  | Data              | Torneo                                          | Superficie  | Compagna                   | Avversarie in finale                     | Punteggio           |
| 1.  | 14 giugno 2009    | Coldec Open, Apeldoorn                          | Terra rossa | Nicolette Van Uitert       | Neda Kozić Bibiane Schoofs               | 6-3, 6(9)-7, [10-8] |
| 2.  | 18 luglio 2010    | Zwevegem Ladies Open, Zwevegem                  | Terra rossa | Valerija Savinych          | Irina Chromačëva Maryna Zanevs'ka        | 6-3, 3-6, [10-7]    |
| 3.  | 3 ottobre 2010    | OrtoLääkärit Open, Helsinki                     | Cemento     | Kiki Bertens               | Julija Bejhel'zymer Kristina Mladenovic  | 6-3, 7-5            |
| 4.  | 17 luglio 2011    | ITF Women's Circuit Caceres, Cáceres            | Cemento     | Maria João Koehler         | Victoria Larrière Irena Pavlović         | 6-4, 6-4            |
| 5.  | 13 novembre 2011  | Femenino Ciudad de Benicarló, Benicarló         | Terra rossa | Inés Ferrer Suárez         | Ekaterina Ivanova Aleksandrina Najdenova | 7-6(6), 6-4         |
| 6.  | 18 dicembre 2011  | Copa Providencia BCI, Santiago                  | Terra rossa | Inés Ferrer Suárez         | Mailen Auroux María Irigoyen             | 6-4, 3-6, [10-5]    |
| 7.  | 29 luglio 2012    | ITS CUP, Olomouc                                | Terra rossa | Inés Ferrer Suárez         | Julija Bejhel'zymer Renata Voráčová      | 6-2, 7-6(4)         |
| 8.  | 10 agosto 2014    | Flanders Ladies Trophy Koksijde, Koksijde       | Terra rossa | Ysaline Bonaventure        | Bernarda Pera Demi Schuurs               | 6-4, 6-4            |
| 9.  | 19 settembre 2014 | AEGON Pro Series Shrewsbury, Shrewsbury         | Cemento (i) | Lesley Kerkhove            | Nicola Geuer Viktorija Golubic           | 2-6, 7-5, [10-8]    |
| 10. | 27 luglio 2015    | Powiat Poznański Open, Sobota                   | Terra rossa | Kiki Bertens               | Cornelia Lister Jeļena Ostapenko         | 7–6(2), 6–4         |
| 11. | 30 luglio 2016    | Horb Tennis Open, Horb am Neckar                | Terra rossa | Lesley Kerkhove            | Anita Husarić Oleksandra Korashvili      | 6–1, 7–6(2)         |
| 12. | 25 ottobre 2019   | Republican Girls, Istanbul                      | Cemento (i) | Lesley Pattinama Kerkhove  | Susan Bandecchi Katarzyna Piter          | 6-2, 2-6, [10-6]    |
| 13. | 3 aprile 2021     | Torneo Internacional Dove MenCare+, Villa María | Terra rossa | Valentini Grammatikopoulou | Victoria Bosio María Lourdes Carlé       | 6-2, 6-2            |
| 14. | 19 giugno 2021    | Macha Lake Open, Staré Splavy                   | Terra rossa | Valentini Grammatikopoulou | Amina Anšba Anastasia Dețiuc             | 6-3, 6-4            |

#### Sconfitte (8)
| Torneo $100.000 (0) |
| Torneo $80.000 (0)  |
| Torneo $75.000 (0)  |
| Torneo $60.000 (0)  |
| Torneo $50.000 (0)  |
| Torneo $25.000 (7)  |
| Torneo $15.000 (0)  |
| Torneo $10.000 (1)  |

| N. | Data              | Torneo                                                          | Superficie  | Compagna                   | Avversarie in finale                  | Punteggio           |
| 1. | 21 giugno 2009    | Alkmaar Open, Alkmaar                                           | Terra rossa | Nicolette Van Uitert       | Bianca Botto Cindy Chala              | 6(4)-7, 6-3, [2-10] |
| 2. | 23 gennaio 2011   | Open GDF SUEZ 42, Andrézieux-Bouthéon                           | Cemento (i) | Kiki Bertens               | Darija Jurak Valerija Savinych        | 3-6, 6(0)-7         |
| 3. | 3 dicembre 2011   | AAT Women's Circuit Rosario, Rosario                            | Terra rossa | Inés Ferrer Suárez         | Mailen Auroux María Irigoyen          | 6-4, 1-6, [7-10]    |
| 4. | 28 aprile 2012    | ITF Womens Tennis Club de Tunis, Tunisi                         | Terra rossa | Inés Ferrer Suárez         | Elena Bogdan Ioana Raluca Olaru       | 4–6, 3–6            |
| 5. | 13 ottobre 2012   | Torneo Internacional de Tenis Sant Cugat, Sant Cugat del Vallès | Terra rossa | Inés Ferrer Suárez         | Leticia Costas Arantxa Parra Santonja | 3–6, 3–6            |
| 6. | 13 aprile 2013    | AEGON Pro Series Edgbaston, Edgbaston                           | Cemento (i) | Stephanie Vogt             | Kristina Barrois Ana Vrljić           | 4–6, 6(2)–7         |
| 7. | 1º settembre 2014 | Alphen aan den Rijn Open, Alphen aan den Rijn                   | Terra rossa | Lesley Kerkhove            | Rebecca Peterson Eva Wacanno          | 4-6, 4-6            |
| 8. | 27 marzo 2021     | Blooming Cup, Buenos Aires                                      | Terra rossa | Valentini Grammatikopoulou | Amina Anšba Panna Udvardy             | 5-7, 2-6            |